# WK kandidatentoernooi dammen 2002
Het WK kandidatentoernooi dammen 2002 werd van 26 juli tot en met 13 augustus 2002 gespeeld in de Russische stad Jakoetsk. Nederlandse deelnemers waren Rob Clerc, Ron Heusdens (die zich op 15 juni 2002 geplaatst had door een tweekamp met versneld tempo van Kees Thijssen te winnen) en Hein Meijer. 
Er werd eerst (van 26 juli tot en met 5 augustus) een voorronde van 11 rondes gespeeld volgens het Zwitsers systeem. 
Van daaruit plaatsten Aleksandr Georgiejev, Aleksandr Getmanski, Ron Heusdens en Sjargej Nasevitsj zich rechtstreeks voor de finale waar Aleksandr Schwarzman al automatisch voor geplaatst was. 
Op 6 augustus speelden 7 spelers voor de resterende 3 plaatsen een herkamp met versneld tempo. 
Daarin eindigden Clerc, Vladimir Milsjin, Jean Marc Ndjofang en Guntis Valneris met een plus-1-score op de gedeelde eerste plaats. 
Die vier spelers speelden twee extra barrages waarin evenmin een beslissing viel. 
Daarop werd geloot waarbij Valneris afviel voor de finale.
De finale werd gespeeld van 7 tot en met 13 augustus en met overmacht (10 punten uit 7 partijen) gewonnen door Aleksandr Georgiejev die daarmee het recht verwierf om wereldkampioen Aleksej Tsjizjov uit te dagen voor de match om de wereldtitel. 
Clerc speelde in de finale al zijn partijen remise en Heusdens speelde daarin vier keer remise en verloor zijn laatste 3 partijen. 